# Ochsenlacke
Die Ochsenlacke ist ein Speicherteich des Skizentrum St. Jakob in Defereggen in der Gemeinde St. Veit in Defereggen (Osttirol).

## Lage und technische Maße
Der Speicherteich Ochsenlacke liegt zwischen dem Westgrat des Kleinen Lepleskofel im Norden und dem Nordwestgrat des Großen Leppleskofel im Süden. Östlich befindet sich die Leppetallenke, westlich die Mooseralm und der Mooserberg. Der Speicherteich umfasst eine Fläche von rund 2,5 Hektar und eine Notentleerung zum Brugger Almbach. Der Speicherteich verfügt über ein maximales Volumen von 170.000 m³, die Dammkrone liegt auf 2.374,45 Metern Höhe.

## Geschichte
Die Ochsenlacke bestand Mitte des 20. Jahrhunderts aus drei kleinen Bergseen. Mitte der 1960er Jahre begann unterhalb der Ochsenlacke die Errichtung des Skigebiets Brunnalm. Im Jahr 2007 erfolgte die Bewilligung zur Errichtung des Speicherteichs Ochsenlacke, für den die bestehenden Bergseen zusammengefasst wurden. Zur Befüllung des Speicherteichs wurde die Wasserentnahme aus dem Brugger Almbach bzw. aus dem Unterwasserkanal des Kraftwerks der Lichtgenossenschaft St. Jakob und der Schwarzache genehmigt. Im Jahr 2010 wurde die Erhöhung der Größe des Speicherteichs von 100.000 m³ auf nunmehr 170.000 m³ bewilligt. Die Errichtung des Speicherteichs erfolgte im Jahr 2010, die Kosten für die Errichtung wurden mit fünf Millionen Euro veranschlagt. 2019 wurde am Speicherteich der Abenteuerspielplatz Ochsenlacke eröffnet, dessen riesige Holztiere vor allem Kindern und Familien zum Spielen anregen sollen. Die Kosten für die Errichtung des Spielplatzes wurde mit rund 500.000 Euro angegeben.

## Aufstiegsmöglichkeiten
Die Ochsenlacke ist von der Talstation des Skizentrums in Lacken mit der 6er Einseilumlaufbahn Brunnalm und von der Brunnalm weiter mit dem 3er Sessellift Mooserberg erreichbar. Zudem führt ein Wanderweg von der Talstation über die Nordwestflanke des Kleinen Leppleskofel zur Brunnalm und danach am Nordwestgrat des Leppleskofel zur Ochsenlacke. Von der Ochsenlacke führen Wanderwege nach Osten zum Kleinen und zum Großen Leppleskofel und nach Südosten zum Kleinen und Großen Degenhorn. Nach Westen ist die Ochsenlacke mit der Brugger Alm und der Ragötzalm verbunden zudem führen verschiedene Wanderwege ins Defereggental.  